# Patersonia
Genre
Classification phylogénétique
Patersonia est un genre appartenant à la famille des Iridaceae. Il comprend une vingtaine d'espèces vivant en Australie et une au Timor.
Il doit son nom au colonel William Paterson qui étudia la flore australienne.

## Description
Ce sont des plantes vivaces possédant un rhizome ligneux qui chez certaines espèces peut sortir du sol pour former un petit tronc. Les feuilles partant du rhizome sont droites, élancées, épaisses adaptées à la sècheresse avec des stomates cachés dans les rainures.
La fleur est au sommet d'une tige dépourvue de feuilles mais avec deux bractées. La fleur possède trois tépales externes de couleurs variables suivant les espèces et trois minuscules tépales internes. Les trois étamines sont fusionnées à la base pour former un tube et laisser passer le style et le stigmate.
Certaines espèces de Patersonia sont cultivées dans les jardins. La reproduction se fait par graines ou par éclat de rhizome.

## Liste des espèces
- Patersonia argyrea
- Patersonia babianoides
- Patersonia drummondii
- Patersonia fragilis
- Patersonia glabrata
- Patersonia graminea
- Patersonia inaequalis
- Patersonia juncea
- Patersonia lanata
- Patersonia limbata
- Patersonia lowii
- Patersonia macrantha
- Patersonia maxwellii
- Patersonia occidentalis
- Patersonia pygmaea
- Patersonia rudis
- Patersonia sericea
- Patersonia spirafolia
- Patersonia umbrosa

## Référence
- Cooke, D.A. (1986) Patersonia. Flora of Australia 46: 13-26. (Australian Government Publishing Service: Canberra).